# 詩人玉屑
《诗人玉屑》，宋朝诗话，共21卷。南宋魏慶之著。
《詩人玉屑》編者為南宋魏慶之，其生平已不可確考，“有才而不屑科第”。《詩人玉屑》屬於詩話輯錄體，前11卷编排体例略同《诗话总龟》，以内容性质分门别类，分列四十餘目，如“诗辨”、“诗法”、“诗评”、“诗体”、“句法”、“警句”、“口诀”、“命意”、“造语”、“下字”、“用事”、“压韵”、“属对”、“锻炼”、“沿袭”等。该书12卷以下品评历代诗人诗作，体例近似《苕溪渔隐丛话》。卷13到卷19列出“某朝”诗人，如“建安”、“六代”、“晚唐”、“中兴词人”等。
本書廣泛輯錄了宋代的各種詩話著作，例如，姜夔的《白石道人詩說》與嚴羽的《滄浪詩話》即被全輯入《詩人玉屑》中，且置《滄浪詩話》篇首，近乎原本。《诗人玉屑》與北宋胡仔的《苕溪渔隐丛话》齐名，“《總龜》蕪雜，《廣記》掛漏，均不及胡、魏兩家之書。……二书相辅，宋人诗论之概，亦略见矣! ”事實上本書也大量引用《苕溪渔隐丛话》之言，高達85則，引用《滄浪詩話》更高達111則，其他引言還有釋惠洪《冷齋夜話》、許顗《許彥周詩話》、楊萬里《誠齋詩話》、吳曾《能改齋漫錄》、范溫《潛溪詩眼》、葉夢得《石林詩話》、《蔡寬夫詩話》、蔡絛《西清詩話》、魏泰《臨漢隱居詩話》、范季隨《陵陽室中語》、王立之《王直方詩話》諸詩話，元明二朝已散佚之書，如陳知柔《休齋詩話》、黃昇《玉林詩話》、佚名《藜蕾野人詩話》等多保存於《詩人玉屑》中。韋居安推崇《詩人玉屑》：“類編精密，諸公稱之。”書成，請好友黃昇作《序》。乾隆时浙江人蒋澜，编有《续诗人玉屑》八卷。